# Document Object Model
DOM (Document Object Model) este o interfață de programare a aplicațiilor inter-platformă și independentă de limbaj care tratează un document HTML, XHTML sau XML ca o structură de arbore în care fiecare nod este un obiect reprezentând o parte a documentului. Obiectele pot fi manipulate în mod programat, iar eventualele schimbări vizibile apărute ca urmare pot fi reflectate în afișarea documentului.